# Äetsä

Wappen der ehemaligen Gemeinde Äetsä

Lage von Äetsä in Finnland

Äetsä [ˈæɛtsæ] ist eine ehemalige Gemeinde im südwestlichen Finnland. Das Gemeindezentrum bildet die Ortschaft Pehula. Äetsä wurde im Jahr 1981 durch den Zusammenschluss der Gemeinden Keikyä und Kiikka gegründet. Zum Jahresbeginn 2009 vereinigte sich die Gemeinde mit Vammala und Mouhijärvi zur neuen Stadt Sastamala.

## Politik

### Wappen
Blasonierung: „In Blau ein goldener Lederprägestempel, begleitet von zwei ebensolchen Kleeblättern.“

### Städtepartnerschaften
Äetsä unterhält folgende Städtepartnerschaften:
- Rennebu (Norwegen)
- Uppvidinge (Schweden)
- Farsø (Dänemark)

## Wirtschaft
Begünstigt durch die Lage am Fluss Kokemäenjoki konnte die Gegend des heutigen Äetsä seit Ende des 19. Jahrhunderts zahlreiche Industriebetriebe anlocken. Da der Anteil der in der Industrie Beschäftigten überdurchschnittlich hoch ist, bezeichnet sich Äetsä als „eine der industrialisiertesten Gemeinden Finnlands“. Die dort im Jahr 1937 gegründete Finnish Chemicals Oy ist heute die zweitgrößte Natriumchloratfabrik Europas.

## Sehenswürdigkeiten
Zu den Sehenswürdigkeiten zählt man neben dem traditionellen Industriemilieu u. a. die längste hölzerne Hängebrücke Finnlands (228 m Länge).